# Monhystera lemani
Monhystera lemani är en rundmaskart som beskrevs av Juget 1969. Monhystera lemani ingår i släktet Monhystera och familjen Monhysteridae. Inga underarter finns listade i Catalogue of Life.